# Gouvernement temporaire du Mandchoukouo

Le gouvernement temporaire du Mandchoukouo affiche sur son site internet l'ancien drapeau du Mandchoukouo.

Le gouvernement temporaire du Mandchoukouo (滿洲國臨時政府, en mandarin : Mǎnzhōuguó Línshí Zhèngfǔ, en japonais : Manshūkoku Rinji Seifu) est une organisation établie en 2004 à Hong Kong et Tokyo et qui prétend, sur son site internet, être le gouvernement en exil du Mandchoukouo, un État à la reconnaissance internationale limitée qui exista de 1932 à 1945 dans le nord de la Chine. L'organisation cherche à restaurer cet ancien pays en le séparant de la république populaire de Chine. Plusieurs journalistes et internautes ont cependant exprimé des doutes sur l'authenticité et les objectifs de cette organisation.

## Structure et symboles
Le gouvernement temporaire déclare, sur son site internet, être représenté par un empereur, une famille royale, et un cabinet ministériel. Il utilise comme symboles l'ancien hymne national du Mandchoukouo et le drapeau du Mandchoukouo et prétend avoir des branches étrangères au Brésil, en Italie, au Japon, à Taïwan, et aux États-Unis. En 2008, le gouvernement temporaire du Mandchoukouo a organisé des élections pour choisir un nouvel empereur, et un certain « Aisin Gioro Xiaojie » fut ainsi élu, prétendument un étudiant d'histoire de l'université de Hong Kong, sa filiation avec le clan Aisin Gioro est largement incertaine car son nom de génération « Xiao » (孝) ne correspond pas à la généalogie du clan (Zupu (en)). Cependant, cet empereur rompt vite le contact avec le gouvernement temporaire du Mandchoukouo et de nouvelles élections sont organisées en avril 2010 et voit un certain « Aisin Gioro Chongji » devenir empereur.
Le gouvernement temporaire du Mandchoukouo est membre de la Conférence monarchiste internationale et chercherait à rejoindre l'Organisation des nations et des peuples non représentés.

## Activités financières
La « banque centrale » du gouvernement temporaire du Mandchoukouo, qui prétend succéder à l'ancienne banque centrale de Mandchou, déclare que l'ancien yuan du Mandchoukouo a un taux de change fixe de 0,8 avec le dollar américain, et offre des services de change par courrier. Début 2007 furent vendues des cartes d'identité à 3 $ pièce, et des passeports fantaisie (en) à 8 $, et dont le paiement était fait par PayPal. Le site internet prétend vendre des timbres-poste du Mandchoukouo, mais lorsqu'un chroniqueur du journal chinois Ming Pao essaya de négocier pour en acheter, un porte-parole lui annonça que les stocks étaient épuisés. L'organisation vend également ce qu'elle appelle des « obligations de loyauté ». Ces activités suspectes ont conduit la commission des titres et des contrats à terme (en) de Hong Kong, la commission du marché des capitaux helléniques (en) de Grèce, et la commission nationale du marché des valeurs (en) d'Espagne, à publier des avertissements publics en février 2008 pour signaler le fait que l'organisation n'était pas apte à fournir des services d'investissement,.

## Réactions
Le gouvernement temporaire du Mandchoukouo reçut une attention surprise des médias durant les élections locales taïwanaises de 2009 (en), car ses membres seraient des parents éloignés de l'homme politique d'origine mandchoue et secrétaire-général du Kuomintang, King Pu-tsung (en), et il fut suggéré en plaisantant que King lui-même était l'un de ses agents secrets. Quelques internautes ont suspecté le site internet d'être une arnaque mise en place pour voler des fonds. Shen Xuhui de l'institut d'Éducation de Hong Kong (en), qui étudia le nationalisme chinois et internet avec le Britannique Shaun Breslin (en) de l'Université de Warwick, a également exprimé des doutes à propos du site internet et de sa prétendue volonté de représenter les restes de l'ancien Mandchoukouo en tant que mouvement entrepris par le peuple manchou, car il souligne que les personnes qui ressentent de l'attachement pour le Mandchoukouo sont rarement chinoises ou mandchoues mais plutôt japonaises. D'autres spécialistes suggèrent que des nationalistes japonais seraient derrière le site. D'autre part, Shen déclare également que le site tout entier pourrait n'être qu'une simple plaisanterie orchestrée par des trolls internet.
Le gouvernement temporaire du Mandchoukouo a également provoqué des réactions de colère chez certaines personnes. En mai 2011, un chroniqueur de NOWnews a surnommé l'organisation, dans le cadre d'une vague de protestations contre l'indépendance de Taïwan, la « honte du peuple du nord-est de la Chine ». Les positions politiques défendues par l'organisation, comme le soutien au Dalaï-lama et au mouvement d'indépendance tibétain, ainsi que ses appels à perturber les jeux olympiques d'été de 2008 de Pékin, lui apportent l'ire de nombreux internautes de république populaire de Chine. Pendant un moment, des rumeurs circulaient sur les forums internet chinois que le dénommé « Toshiaki Kawashima », qui prétend être le neveu de Yoshiko Kawashima et le premier ministre du gouvernement temporaire du Mandchoukouo, travaillait comme agent secret pour le Taïwanais Chen Shui-bian en Papouasie-Nouvelle-Guinée dans le but de fomenter des violences contre la communauté chinoise de ce pays.